# Belle (Horn-Bad Meinberg)

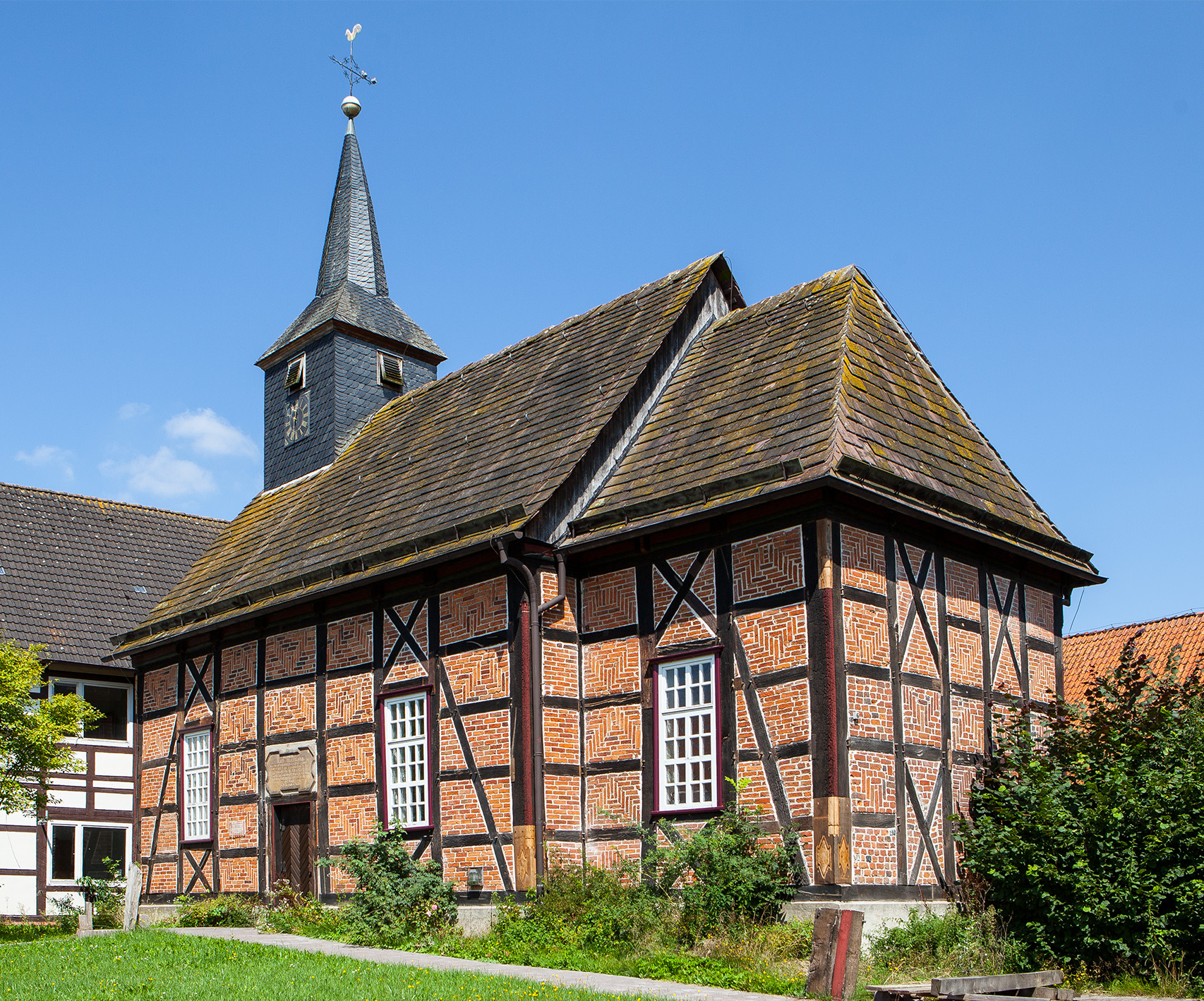
Evangelisch-reformierte Kapelle

Belle ist ein Ortsteil der Stadt Horn-Bad Meinberg im Kreis Lippe in Nordrhein-Westfalen.

## Geschichte

### Ortsname
Im Jahr 1118 wurde Belle als Bellethe erstmals urkundlich erwähnt.
Im Laufe der Jahrhunderte sind folgende weitere Versionen belegt: Bellethe (1142 und 1148), Bellede (1146 und 1183), Bellete (1241), Bellede (um 1265, im Lehnsregister Driburg), Belde (1405, 1411 und 1467 im Landschatzregister),  Belle (1535, im Landschatzregister), Belder (1548), Bella (1620, im Salbuch) sowie Belle (1620 im Salbuch und 1758).

### 20. Jahrhundert
Am 1. Januar 1970 wurde Belle in die neue Gemeinde Bad Meinberg-Horn eingegliedert. Diese wurde bereits am 10. September 1970 in Horn-Bad Meinberg umbenannt.

## Bauten
Die Evangelisch-reformierte Kapelle aus dem Jahre 1741, die größte Fachwerkkapelle des Weserberglandes, liegt mitten im Ort. An der Pyrmonter Straße liegt der unter Denkmalschutz stehende Jüdische Friedhof Belle.
Im August 2024 wurde auf dem Beller Feld nach rund zweijähriger Bauzeit ein Logistikzentrum des Onlineversandhändlers Amazon eröffnet.

## Bildung
Die ehemalige Grundschule in Belle wurde 2021/22 angesichts sinkender Schülerzahlen geschlossen.

## Öffentliche Einrichtungen
Der Löschzug Belle/Billerbeck entstand durch Zusammenlegung im Jahr 1984 und hat 33 aktive Mitglieder und sechs Jugendfeuerwehrleute.
In Belle gibt es ein Freibad, in welchem jährlich verschiedene Feste und Feierlichkeiten stattfinden. Unter anderem seit 1992 das Beller Freibad Open Air, das vom Trägerverein des Freibads veranstaltet wird.
Am westlichen Ortsrand ist der Sportplatz, auf dem häufig Fußball-Spiele des TSV Eintracht Belle stattfinden.

## Verkehr
Belle wird von der Bundesstraße 239 (von Höxter nach Rehden) durchquert. Mit mehreren Haltestellen ist der Ortsteil an die Buslinie 776 der KVG (Kommunale Verkehrsgesellschaft Lippe) angeschlossen, die zwischen Detmold und Steinheim oder Schieder verkehrt. Zwischen Ostern und Anfang November ist an Wochenenden und Feiertagen zudem der „Naturparkbus“ der Touristiklinie 792 (Detmold–Bad Pyrmont) unterwegs. Der nächstgelegene Bahnhof befindet sich in Steinheim, wo im Stundentakt die S-Bahnlinie S 5 Paderborn–Hameln–Hannover Hbf–Hannover Flughafen hält.

## Sohn des Ortes
- August Gast (1819–1891), deutsch-amerikanischer Lithograf und Unternehmer